# Hister atomos
Hister atomos är en skalbaggsart som beskrevs av P. Rossi 1792. Hister atomos ingår i släktet Hister och familjen stumpbaggar. Inga underarter finns listade i Catalogue of Life.